# Jolanda di Savoia
Jolanda di Savoia est une commune italienne de la province de Ferrare dans la région Émilie-Romagne en Italie.

## Géographie
La commune est située au centre du delta du Pô, à une altitude de −1 mètre sous le niveau de la mer (devant la mairie et caractéristique partagée avec la commune de Porto Viro.), dans une ex-plaine marécageuse entre le fleuve Pô au nord et le Pô de Volano au sud.
Selon l'Istituto Geografico Militare (Institut géographique militaire italien), c’est le point d’altimétrie le plus bas d’Italie avec, dans le hameau de Contane, un lieu dénommé Corte delle Magoghe à 3 mètres et 44 centimètres sous le niveau de la mer.
La ville de Jolanda di Savoia est géographiquement située au croisement des routes provinciales SP16, SP60 et SP28 qui mènent à Ferrare (35 km à l’ouest) en passant par Copparo (16 km).

## Histoire
La commune fut fondée sous le nom de Le Venezie, en 1903 et prit son nom actuel en 1911, en l’honneur de la princesse Jolanda, fille du roi Victor-Emmanuel III d'Italie.

## Fêtes, foires

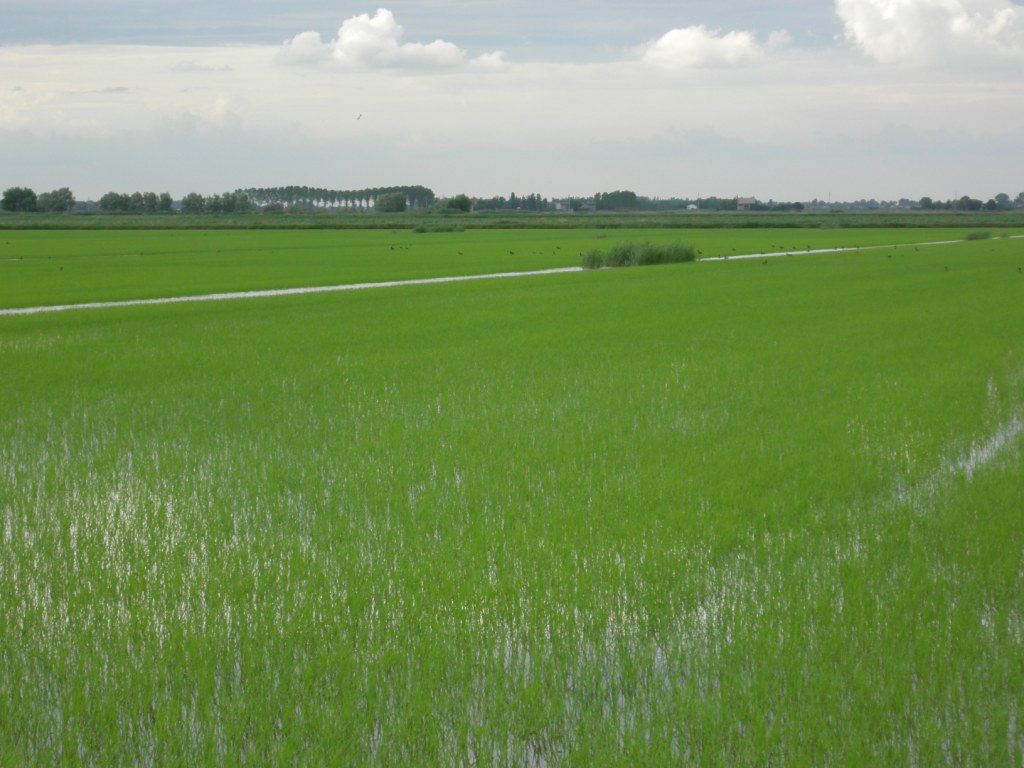
Rizières dans la campagne de Jolanda di Savoia

- Les journées du riz (Le giornate del riso), une fête dédiée à la valorisation du riz IGP du Delta du Pô qui a lieu chaque année à la fin du mois d'août.

## Administration
| Période                                  | Période  | Identité            | Étiquette | Qualité |
| ---------------------------------------- | -------- | ------------------- | --------- | ------- |
| 2004                                     | En cours | Valerio Casalicchio |           |         |
| Les données manquantes sont à compléter. |          |                     |           |         |

### Hameaux
Augusta, Barchessa, Bonaglina, Ca’ Maccale, Carlina, Cerere, Contane, Corlo, De Bernardi, Fenoglio, Foscari, Foscarina, Gherardi, Giovanna, Jolanda di Savoia Alessandria, Jolanda di Savoia Asti, Jolanda di Savoia Bologna, Jolanda di Savoia Ferrara, Jolanda di Savoia Torino, Le Contane, Leona, Pallotti, Pola, Rossetti, Zara

### Communes limitrophes
Berra, Codigoro, Copparo, Formignana, Fiscaglia, Tresigallo

## Population

### Évolution de la population en janvier de chaque année
| 1861  | 1901  | 1921  | 1951  | 1961  | 1971  | 1981  | 1991  | 2001  |
| ----- | ----- | ----- | ----- | ----- | ----- | ----- | ----- | ----- |
| 1 407 | 2 322 | 5 189 | 8 819 | 7 116 | 4 917 | 4 425 | 3 895 | 3 351 |

| 2011  | - | - | - | - | - | - | - | - |
| ----- | - | - | - | - | - | - | - | - |
| 3 006 | - | - | - | - | - | - | - | - |

## Personnalités liées à Jolanda di Savoia
- Iolanda Margherita di Savoia (1901-1986),
- Rubens Fadini (1927 –1949), footballeur.
- Vitige Buttini, poétesse.
- Paolo Bacilieri, chanteur (1925-1997)
- Vincenzo Zucconelli, cycliste (1931)

## Sources
- (it) Cet article est partiellement ou en totalité issu de l’article de Wikipédia en italien intitulé « Jolanda di Savoia (Italia) » (voir la liste des auteurs) le 24/09/2012.

## Note
1. ↑  (it) Popolazione residente e bilancio demografico sur le site de l'ISTAT.
2. ↑  « Da D.P.R. n. 412 26/08/1993 »(Archive.org • Wikiwix • Archive.is • Google • Que faire ?)